# Tsjornoje znamja
Tsjornoje znamja (Russisch: Чёрное знамя), ook bekend als de Tsjornoznamentsy was een Russische Anarcho-communistische organisatie die opkwam in 1903. De naam -De Zwarte vlag- werd ontleend aan de zwarte vlag, een internationaal anarchistisch symbool.

## Aanhang
Tsjornoje znamja had de grootste aanhang in de westelijke en zuidelijke provincies van Keizerrijk Rusland en in de Poolse stad Białystok. Vooral studenten en arbeiders voelden zich aangetrokken tot Tsjornoje znamja.